# Magšimim
Magšimim (hebrejsky מַגְשִׁימִים, doslova „Naplnitelé snů“, v oficiálním přepisu do angličtiny Magshimim) je vesnice typu mošav v Izraeli, v Centrálním distriktu, v Oblastní radě Drom ha-Šaron.

## Geografie
Leží v nadmořské výšce 49 metrů v hustě osídlené a zemědělsky intenzivně využívané pobřežní nížině, nedaleko od jižního okraje Šaronské planiny.
Obec se nachází 13 kilometrů od břehu Středozemního moře, cca 13 kilometrů východně od centra Tel Avivu a cca 85 kilometrů jižně od centra Haify. Leží v silně urbanizovaném území, na východním okraji aglomerace Tel Avivu, jejímiž východními výspami jsou zde města Savijon a Jehud-Monoson. 3 kilometry na severu je to pak město Petach Tikva. Dál k východu již pokračuje zemědělská krajina, byť rovněž s vysokou hustotou osídlení. 3 kilometry jižním směrem od mošavu leží Ben Gurionovo mezinárodní letiště. Magšimim obývají Židé, přičemž osídlení v tomto regionu je etnicky převážně židovské.
Magšimim je na dopravní síť napojen pomocí dálnice číslo 40.

## Dějiny
Magšimim byl založen v roce 1949. První osadníci se sem nastěhovali ale prý již 8. prosince 1947. Stavební práce řídila organizace Rassco. Zakladatelskou skupinu obyvatel mošavu tvořilo 58 lidí. V následujících letech přijal mošav židovské imigranty z Německa, Iráku, Polska, Československa nebo Maďarska. Usadili se tu i někteří demobilizovaní izraelští vojáci.
Správní území obce dosahuje cca 2700 dunamů (2,7 kilometry čtvereční). Místní ekonomika je zčásti založena na zemědělství (pěstování citrusů, avokáda, broskví a chov drůbeže).

## Demografie
Podle údajů z roku 2014 tvořili naprostou většinu obyvatel v Magšimim Židé (včetně statistické kategorie "ostatní", která zahrnuje nearabské obyvatele židovského původu ale bez formální příslušnosti k židovskému náboženství).
Jde o menší obec vesnického typu s dlouhodobě rostoucí populací. K 31. prosinci 2014 zde žilo 1051 lidí. Během roku 2014 populace stoupla o 1,8 %.
| Rok            | 1961 | 1972 | 1983 | 1995 | 2001 | 2003 | 2004 | 2005 | 2006 | 2007 | 2008 | 2009 | 2010 | 2011 | 2012 | 2013 | 2014 |
| -------------- | ---- | ---- | ---- | ---- | ---- | ---- | ---- | ---- | ---- | ---- | ---- | ---- | ---- | ---- | ---- | ---- | ---- |
| Počet obyvatel | 360  | 387  | 360  | 472  | 649  | 686  | 699  | 733  | 771  | 767  | 790  | 1033 | 1034 | 1027 | 1040 | 1032 | 1051 |